# المنتقم (مسلسل)
المنتقم، مسلسل درامي اجتماعي مصري تم إنتاجه عام 2012، ومن بطولة عمرو يوسف وأحمد السعدني وحورية فرغلي، ومن تأليف هشام هلال عن رواية الكونت دي مونت كريستو.

## قصة المسلسل
تدور أحداث المسلسل في الفترة الزمنية من 2004 وحتى 2011 حول الخيانة والانتقام حيث يتعرض «عمر الزينى» للخيانة من صديقه المقرب «عاصم هارون الطحان» الذي يسلبه كل شئ ويتآمر عليه.

## فريق العمل

### أبطال المسلسل
| - عمرو يوسف: عمر الزيني - أحمد السعدني: عاصم الطحان - حورية فرغلي: ندى - سامح الصريطي: هارون الطحان - محمد أبو داوود: غالب - إيناس كامل: سارة درويش - شمس: تهاني (تانية) زوجة هارون - عمار شلق: نضال - إيهاب فهمي: صلاح صحفي - أميرة هاني: شيري - دنيا المصري: ريم صديقة ندى | - ريهام نبيل: جيهان أخت عاصم - فاطمة ناصر: ديدي مديرة المطعم - وليد فواز: جلال - حنان سليمان: سلوى زوجة هارون الأولى - منى حسين: زينب مربية ندى - ليلى جمال: حماة وخالة ريم - عفاف حمدي: دادة محجوبة - سعيد صديق: د.يوسف - أحمد حلاوة: اسحق دوس مسجون - أشرف زكي: جودت البنهاوي - أحمد رفعت: الصحفي رمزي صديق عمر | - مصطفى حشيش: ضيف شرف - عبير سيف: ضيف شرف - حسام شعبان: أيمن - عبد الرحيم حسن: د راجي عبد الله - جمال يوسف: حسن أخو تهاني - فريدة الجريدي: - شريف باهر: رامي زوج سارة الأول - مامادو: عمر ابن ندى - محمود بشير: - سامي عبد الحليم: الصحفي فؤاد الزيني والد عمر |

- الوجوه الشابة: أحمد عتريس - عصام مصطفي: الصحفي أشرف عمر - أشرف الشرقاوي - أحمد زكريا - عبد المنعم رياض: الشيف نبيل - عمرو عباس - مصطفي طلبة - محمد إبراهيم
- ضيوف الشرف: د محمود زكي - خالد عبد السلام - عبد الحميد سند: ظابط أمن دولة - محود جليفون: جرجس - عبير محمود - سمير ربيع

بالأشتراك مع: مدحت قاسم - أشرف جلال - محمد قشطة - مجدي شكري - عيد أبو الحمد - جمال حجاج - عمر كامل - سيد خميس - محمد زعفان - أبو السعود الأبياري - حسن رفاعي - مجدي توفيق - سمير يونان - شيرين حافظ - عز الدين جمعة - إبراهيم إمام - نانسي آدم - أشرف محمد - طلعت علي - محمد دياب - أحمد عبد السلام - محمد سيد - مصطفى عبد الفتاح - أحمد مجدي - عمرو أحمد - ياسمين محمود - هناء سعيد - أكمل المعداوي - موسى محمد - محمود عبد الحميد - سامية كامل - أماني العشري - محمد أحمد - خالد عمارة - دانا أبو العز - محمد محمدي - زينب أحمد - مصطفى السيد - وداد محمود - محمد سمير - رحاب محمد - حسن عمر - عهدي حسن - مهران غريب - محمد أمين - نورهان محمد - صباح عبد العزيز - شريف رزق - أيفون كمال - سامر السيد - حسن إبراهيم - روبيل موريس - ياسمين فتحي - محمد أسماعيل - عاطف سعيد - صابر حسين - سناء عبد المنعم - محمد سراج - نور زكريا - ياسر جودة - أحمد شيبوب - سيد حسن - أحمد عبد الرحمن - أحسان سعد الله - كاميليا إبراهيم - صوفيا - علي جمال الدين - وفاء حمدي - أنتصار حسن - حسن نوح - محمد بكر - اشرف سامي - عادل محمد - أحمد شوق - ممدوح سالم - شيماء حسن

### الأداريون
- تصوير: خيري المحلاوي (مدير التصوير)
- تأليف: هشام هلال (مؤلف)
- إخراج: علي محي الدين علي (مخرج)، أحمد فوزي (مخرج)، حاتم علي (الإشراف العام)
- إنتاج: حسام شعبان (منتج)
- المدير الفني: عادل المغربي
- مهندس الديكور: عبد الوهاب الباشا
- الصورة: سامي المغربي - محمد المغربي
- مصورون: عماد عثمان - مجدي الباشا - محمد الصعيدي
- تصميم التترات: سعد حسونة

## عرض المسلسل
- تم عرض المسلسل لأول مرة على قناة +mbc دراما HD وقد عرضت الحلقة 120 والأخيرة يوم الأحد 3 فبراير 2013
- ثم بدأت قنوات mbc1 و mbc مصر في عرضه وذلك من السبت إلى الأربعاء ابتداءً من يوم السبت 9 نوفمبر 2015